# 法拉 (布吉納法索)
法拉（Fara）為位在布吉納法索南方的城鎮，由布克萊迪穆翁大區巴雷省法拉縣管轄。該城鎮為法拉縣的首府。1996年人口普查中該城鎮人口有9,259人。

## 外部連結
- Satellite map at Maplandia.com （页面存档备份，存于）